# Smile (dansk band)
 Der er for få eller ingen kildehenvisninger i denne artikel, hvilket er et problem. Du kan hjælpe ved at angive troværdige kilder til de påstande, som fremføres i artiklen.

 For alternative betydninger, se Smile. (Se også artikler, som begynder med Smile)
SMILE er et dansk band der opstod i 1971 i miljøet omkr. Vestjysk Musikkonservatorium i Esbjerg. 

Opr. besætning: 
- Palle Sørensen (vocal)
- Erik Waldejer (guit./vocal)
- Henning Bach (bas,vocal)
- Fl. Neergaard Petersen(trp.)
- Verner Vork (trp.)
- Finn Odderskov (sax.)
- Per Rosenborg Eriksen (tromb.)
- Allan Andersen (keyb.)
- Poul Bjelke Laursen (dr.)

Gruppen var inspireret af Chicago og Blood, Sweat & Tears, men udmærkede sig med egne tekster og musik (Waldejer/Neergaard). Debut`en i Kunstpavillonen i Esbjerg vakte genlyd og fik DR til at producere to udsendelser – den ene direkte fra Karnappen i Aabenra, den anden en studieoptagelse i Radiohuset, Kbh., med Erik Moseholm som producer. 
Manager Walther Klæbel (Danish Music Centre) hyrede – efter et brud i Burnin Red Ivanhoe – omgående Smile som nyt topnavn. Gr. spillede i Studenterforeningen, på Ø. Gasværk og i Falkoner Centret (sammen med Fairport Convention) inden optræden på den store scene i Roskilde i 1972.
Da flere af medlemmerne var klassisk uddannede og fik faste ansættelser i symfoniorkestre, valgte Waldejer, Bach og Bjelke Laursen at fortsætte som kvartet – nu med Gert Kring (guit., keyb., vocal. Stilen blev mere inspireret af Queen, Crosby, Stills & Nash, men gr. var fortsat selvforsynende med tekster og musik (Waldeir.) Gr. udsendte en meget rost LP, "Smile", sidst i 1972 og gav endnu en række koncerter, men blev opløst pga. uenigheder.[kilde mangler]